# Return to Sender - Restituire al mittente
Return to Sender - Restituire al mittente è un thriller psicologico del 2015 diretto da Fouad Mikati, con protagonista Rosamund Pike, affiancata da Shiloh Fernandez e Nick Nolte.

## Trama
Miranda è un'infermiera amorevole, benvoluta dalle colleghe e molto dedita al suo lavoro, capace anche di affezionarsi ai propri pazienti, a volte più dei parenti di questi ultimi. Intenzionata a vendere la propria casa e ad ottenere una promozione sul lavoro, Miranda ha un unico uomo nella sua vita: il padre, il quale ha tuttavia un cane che l'attacca più di una volta. La donna, su consiglio di una collega, organizza un appuntamento al buio con un conoscente di quest'ultima, Kevin: ma alla sua porta si presenta William, uomo che l'aveva notata pochi giorni prima quando Miranda ha salvato la vita di un cliente nel ristorante in cui lavora. Quando la donna inizia a sentirsi a disagio e prova a mandarlo via, William reagisce immobilizzandola e violentandola per poi fuggire con l'arrivo del vero Kevin.
Immediatamente ricoverata in condizioni critiche, Miranda ha comunque riconosciuto l'aggressore e riesce ad indirizzare verso di lui la polizia, che lo bracca nel ristorante in cui lavora. Nonostante la riabilitazione ospedaliera, Miranda non riesce a tornare se stessa: la donna diventa distratta sul lavoro e molto più aggressiva con le persone che la circondano nel quotidiano, finendo col farsi cacciare dalla lavanderia che era solita frequentare e col perdere la possibilità della promozione. Anche i tentativi di vendere la casa falliscono: nessuno vuole vivere dove si è consumata una violenza sessuale. Dopo un iniziale disorientamento, Miranda decide di darsi da fare per mettere a posto la sua vita: la donna inizia quindi a modificare la propria casa affinché non le ricordi più il trauma e cerca di rafforzare il rapporto con suo padre, iniziando ad essere benvoluta anche dal suo cane.
In questo processo, Miranda inizia addirittura ad andare a trovare regolarmente William in carcere: l'uomo accetta di incontrarla e fra i due si stabilisce un rapporto sempre più forte. La donna gli racconta episodi intimi, tra cui quello della morte della propria madre, avvenuta tragicamente quando lei era ancora una bambina. L'uomo, che nella vita è sempre stato abituato ad "aggiustare ciò che aveva rotto", punta molto sull'ottenimento del perdono da parte della sua vittima e giura di essere cambiato: ciononostante, all'interno della propria cella non esita ad intimidire il proprio compagno e a minacciarlo di violenza sessuale. L'uomo riesce comunque a farsi notare in maniera positiva dalla direzione del carcere, che abbrevia la sua pena; nello stesso frangente, il cane del padre di Miranda si ammala e muore improvvisamente.
Una volta uscito di galera, William fa recapitare dei fiori a Miranda sul posto di lavoro: la donna si arrabbia per questo gesto, ciononostante invita William a continuare nel costruire un rapporto d'intesa. L'uomo, che nel frattempo continua a lottare con impulsi violenti, si precipita da Miranda e le offre il suo aiuto per alcuni lavori manuali. Il padre di Miranda scopre ciò e si infuria con la figlia, decidendo dunque di sparire dalla sua vita per alcuni giorni. Miranda ne approfitta per mettere in atto la sua vendetta: dopo aver somministrato dell'antigelo a William così come aveva fatto anche con il cane del padre, la donna intrappola il suo stupratore nella propria abitazione e lo lega al suo letto. In seguito al risveglio dell'uomo da un lungo sonno indotto dall'antigelo, Miranda gli rivela un'orribile verità: la donna lo ha infatti castrato chirurgicamente. Nell'ultima conversazione con William, Miranda lascia intendere inoltre che fu proprio lei a lasciar morire la propria madre. Una volta ricongiuntasi con suo padre, Miranda afferma che William non si farà mai più vedere.

## Distribuzione
Il film è stato distribuito nei cinema britannici a partire dal 22 maggio 2015. Negli Stati Uniti l'opera ha invece goduto di una distribuzione cinematografica limitata a partire dall'agosto successivo.

## Accoglienza
Sull'aggregatore Rotten Tomatoes il film riceve il 14% delle recensioni professionali positive con un voto medio di 3,7 su 10 basato su 36 critiche, mentre su Metacritic ottiene un punteggio di 23 su 100 basato su 9 critiche.